# 无针浮蚕
无针浮蚕（学名：Tomopteris rolasi）为浮蚕科浮蚕属的动物。分布于大西洋、印度洋、太平洋，包括南海等海域，属于热带和亚热带海区上层暖水种。